# Bildschirm

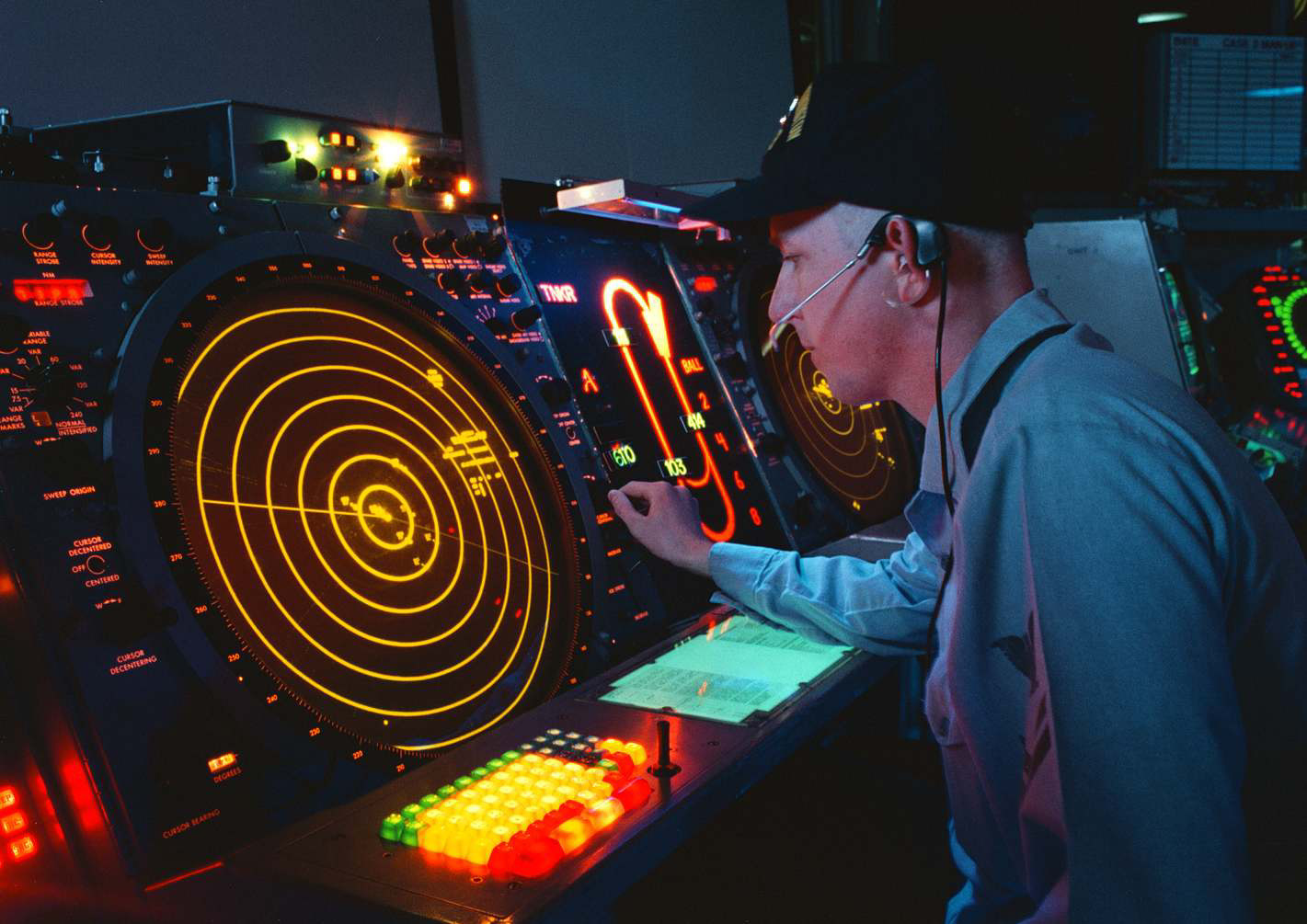
Bildschirme der Luftraumüberwachung

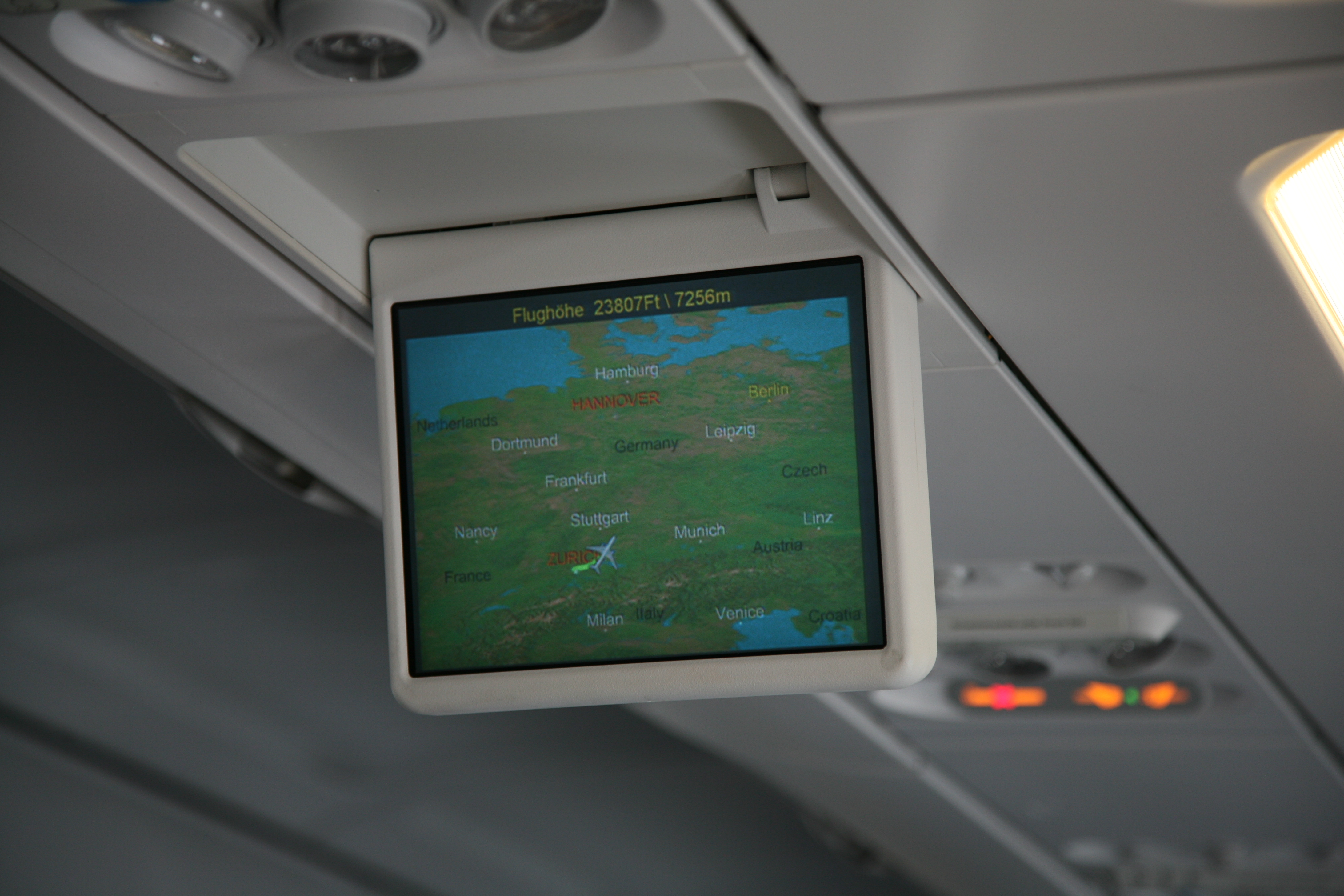
Informationsbildschirm in einem Flugzeug

Ein Bildschirm (auch Monitor bzw. englisch Screen oder Display) ist eine elektrisch angesteuerte Anzeige ohne bewegliche Teile zur Wiedergabe von veränderlichen Informationen wie Bildern oder Zeichen. Der Bildschirm kann dabei ein eigenständiges Gerät oder Teil eines Gerätes sein.

## Begriffsabgrenzung
Auch eine Kombination von Projektor und Projektionsfläche (z. B. Leinwand) kann als Monitor, Screen oder Display verwendet werden. Allerdings ist die deutsche Bezeichnung Bildschirm nicht dafür geeignet.
Der Begriff Bildschirm ist zutreffend, wenn die Anzeige direkt auf dem Gerät sichtbar ist. Ein Projektor ist also kein Bildschirm.
Der Begriff Monitor (vergleiche monitoring für ‚Überwachung‘) wird nur für Bildschirme verwendet, die als Bauteile und Peripheriegeräte eingesetzt werden.
Der Begriff Display (in etwa ‚Anzeige‘) ist allgemeiner. Er gilt nicht nur für Bildschirme, sondern auch für Anzeigegeräte im weiteren Sinne, zum Beispiel für Flip-dot-Displays. Diese können weder als Monitor noch als Bildschirm bezeichnet werden.
Ein Smart Display ist ein Monitor, der per Funk mit dem Rechner verbunden und so in Grenzen portabel ist.

## Geschichte

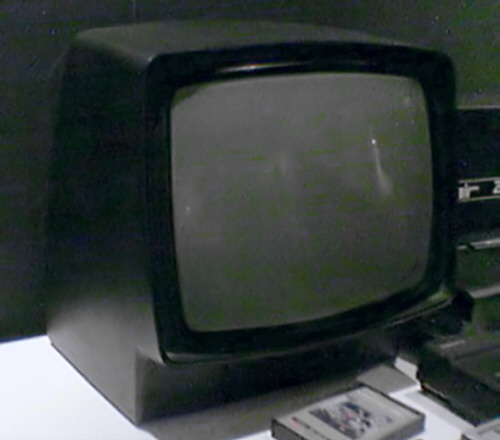
Monochromer 12-Zoll-Computermonitor zur Darstellung von grünen Schriftzeichen auf schwarzem Grund, etwa 1986

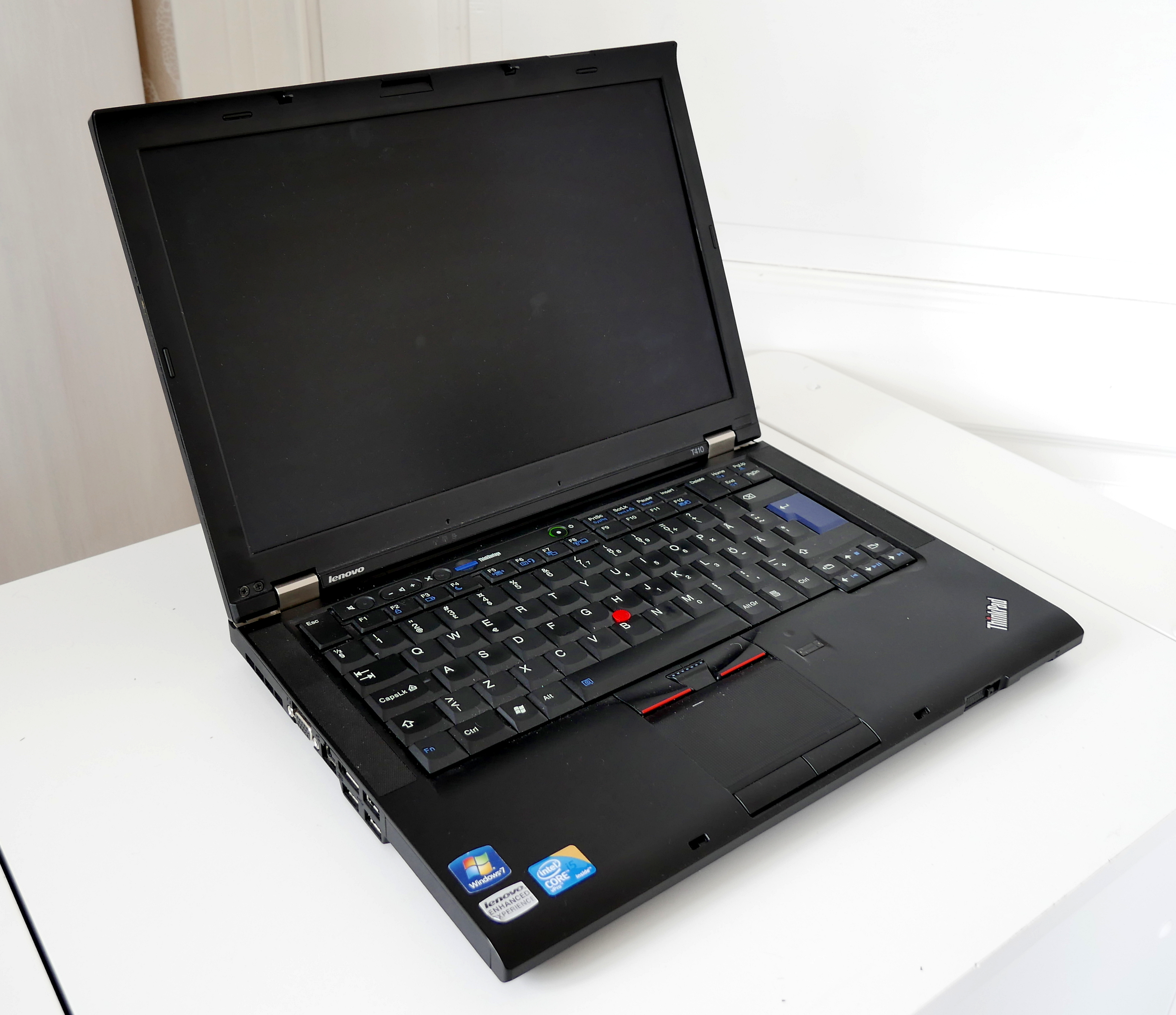
Laptop mit Klappbildschirm

Seit den 1930er Jahren gibt es Bildschirme auf Basis von Braunschen Röhren, zunächst mit vektorieller Ansteuerung (siehe Vektorbildschirm). Die später aufgekommenen so genannten Videoterminals (Computerterminals, z. B. VT100, VT180) verwenden vorwiegend Rastergrafiken zum Aufbau des Bildes. Bei den meisten Videoterminals lassen sich die einzelnen Bildpunkte nicht direkt ansprechen, vielmehr übernimmt ein Zeichengenerator (character prozessor) die Darstellung von einzelnen Zeichen; die Anzahl und das Aussehen darstellbarer Zeichen sind somit vorgegeben.
In den frühen 1980er Jahren wurde zunehmend die graphische Ausgabe wichtiger. Treibend hierbei war unter anderem die Entwicklung von CAD und von grafischen Benutzeroberflächen (GUI, Graphical User Interface), die mit dem Macintosh populär wurden.
2003 wurden nach einer Erhebung der Gesellschaft für Unterhaltungs- und Kommunikationselektronik (gfu) in Deutschland erstmals mehr Flüssigkristallbildschirme abgesetzt als konventionelle Geräte mit Bildröhre. Die Bildschirmdiagonalen für typische Desktop-Anwendungen liegen heute meistens zwischen 50 und 75 cm, für Notebooks sind etwa 34 bis 43 cm üblich.
Frühe Personal Computer verfügten wie damalige Computerterminals häufig über integrierte Bildschirme. Heute ist das nur noch bei portablen Computern wie Notebooks und Handhelds üblich. Bildschirme für ortsfesten Einsatz werden in der Regel in separate Gehäuse eingebaut, die auch die Elektronik zu ihrer Ansteuerung beinhalten und meist über standardisierte Schnittstellen an eine in den Computer eingesteckte Grafikkarte angeschlossen werden. Die Schnittstelle war früher oft VGA oder DVI, bzw. heute ist eher DisplayPort oder HDMI üblich.
Seit etwa 2001 gibt es auch Bildschirme, die dreidimensionale Bilder darstellen können, sogenannte autostereoskopische Displays oder auch 3D-Monitore. Die Entwicklung befindet sich noch im Anfangsstadium, eine perfekt ausgearbeitete virtuelle Realität ist mit ihnen noch nicht möglich.

## Eigenschaften
Geometrie-Eigenschaften: Die Bildschirmdiagonale ist die Größenangabe des Bildschirms und bezieht sich immer auf die Diagonale der Bildröhre, diese war bei Bildröhren etwas größer als die sichtbare Diagonale. Weitere Kennzeichen für die Geometrie eines Monitors sind das Seitenverhältnis sowie die Anzahl Bildpunkte in horizontaler und vertikaler Richtung. Diese Eigenschaften bestimmen die Bildauflösung. (Siehe auch: Liste der üblichen Bildauflösungen)
Für die Qualität der Darstellung sind auch folgende Eigenschaften verantwortlich: die Helligkeit, der Kontrast, die Reaktionszeit sowie besonders bei Flüssigkristallbildschirmen der maximale Blickwinkel.
Die Bildwiederholfrequenz entscheidet über die Qualität der Darstellung von bewegten Objekten und ob sich ein flackernder Eindruck ergibt. Sie ergibt sich aus der maximalen Zeilenfrequenz für eine bestimmte Bildhöhe sowie gegebenenfalls der Austastlücke. Das zusammen ergibt den Pixeltakt, also die Anzahl Pixel, die pro Sekunde an den Monitor gesendet werden.
Bei Röhrenmonitoren hat auch die Art (Loch-, Streifen- oder Schlitzmaske) und das Raster der Maske Einfluss auf die Bildqualität.
Farb-Bildschirme unterscheiden sich im darstellbaren Farbraum (Gamut). Die meisten Farb-Bildschirme können Farben aus dem Farbraum sRGB darstellen. Wide-Gamut Bildschirme können einen größeren Farbraum bedienen.

## Mehrfachanzeige

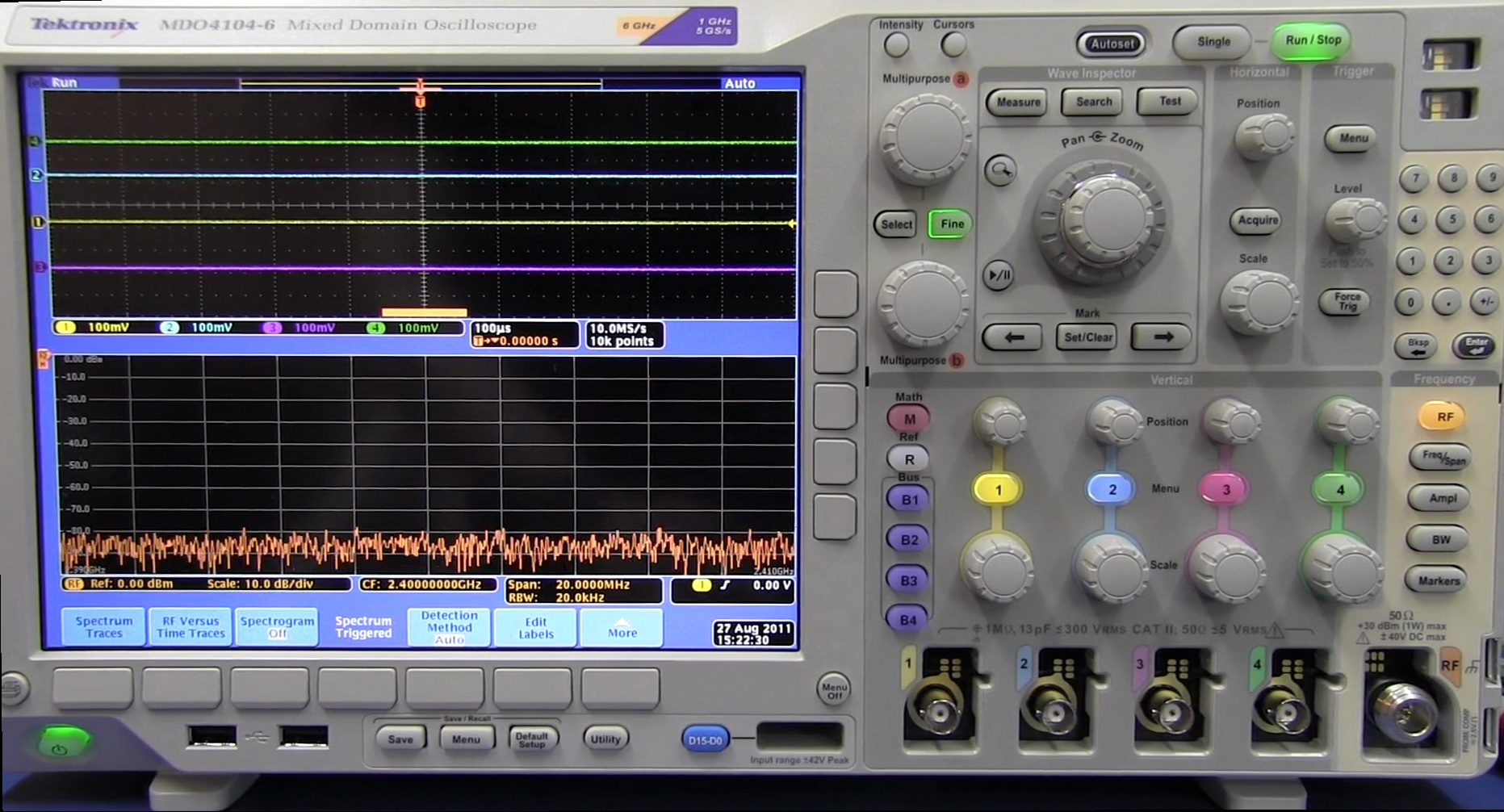
Digitales Oszilloskop zur Anzeige und Messung elektrischer Spannungen mit TFT-Monitor (links). An mehreren Stellen des aufgeteilten Bildschirms werden Informationen über das gemessene Signal sowie Einstellungen und Betriebsmodus des Geräts angezeigt.

Eine Mehrfachanzeige, auch Multifunktionsanzeige, dient der Darstellung mehrfacher Informationen. Dies kann ein einzelnes elektronisches Gerät oder ein Verbundsystem mit mehreren Bildschirmen sein. Sinn und Zweck dabei ist, eine große Anzahl von benötigten Werten oder auch Bildern und Signalen zur gleichen Zeit mit mehreren Anzeigegeräten oder nacheinander auf demselben Display anzeigen zu können. Dazu müssen vorgegebene oder aktuell aufbereitete Daten visualisiert und ausgegeben werden.
Heute wird dies bei einer Vielzahl von Anwendungen verwendet, beispielsweise beim elektronischen Fluginstrumenten-Anzeigesystem in Luftfahrzeugen, bei Mobiltelefonen (Handys), bei Tablet-PCs oder bei digitalem Fernsehen.
Bekannte und weitverbreitete Methoden zur simultanen Darstellung ist die Fenstertechnik – die dem Betriebssystem Windows zu seinem Namen verhalf – beim Personal-Computer. Hierbei können verschiedene Programme in sogenannten „Fenstern“ nebeneinander angeordnet werden, wobei auch hier ein oder mehrere Monitore eingesetzt werden können.

## Exposition bei der Entsorgung
Bei der Zerlegung von Bildschirmen kann es zu einer Aufnahme von Gefahrstoffen über die Haut, die Atemwege und den Mund kommen, z. B. beim Kontakt mit der cadmiumhaltigen Leuchtschicht. Generell sind eine getrennte Sammlung und Lagerung von Bildschirmgeräten und anderen Elektrogeräten sinnvoll.
Betriebe, in denen Expositionsmessungen durchgeführt wurden, weisen hinsichtlich ihrer anlagentechnischen Ausstattung erhebliche Unterschiede auf. In größeren Betrieben können in halbautomatischen Zerlegestraßen bis zu 300 Bildröhren/Schicht belüftet und zerlegt werden. Der Durchsatz an Bildschirmgeräten kann in den verschiedenen Betrieben um den Faktor 50 variieren. In kleineren Betrieben werden Bildschirmgeräte überwiegend manuell zerlegt. Dabei kommt der Vermeidung der Staubexposition an den Zerlegearbeitsplätzen eine zentrale Bedeutung zu. Die Staubmenge lässt sich am effektivsten durch eine Vorreinigung der Bildschirmgeräte von außen und innen in einer an eine Abluftführung angeschlossenen Reinigungskabine realisieren.
Bei Einhaltung sachgerechter Arbeitstechniken und entsprechender technischer, organisatorischer, hygienischer und persönlicher Schutzmaßnahmen lassen sich die Grenzwerte für die auftretenden relevanten Gefahrstoffe – wie Cadmium, Blei und Quecksilber – und der Bewertungsindex gemäß TRGS 403 einhalten. Auf Kontrollmessungen kann man bei der Anwendung dieser Maßnahmen verzichten.

## Darstellungstechniken
Verwendete Darstellungstechniken sind:
| Technologie                                                                  | Abk.     | seit | bis  | Bemerkungen |
| ---------------------------------------------------------------------------- | -------- | ---- | ---- | --- |
| Kathodenstrahlröhrenbildschirm - Vektorbildschirm - Direct-View Storage Tube | CRT      | 1934 |      | Kathodenstrahlröhre |
| Plasmabildschirm                                                             |          |      |      | erste emittierende Technik (keine Hintergrundbeleuchtung) |
| Flüssigkristallbildschirm                                                    | LCD      |      |      | mit Hintergrundbeleuchtung durch Leuchtstoffröhre |
| LED-LCD-Bildschirm - Quantenpunkt-Leuchtdiode - MiniLED                      | LCD QLED |      |      | mit Hintergrundbeleuchtung durch LEDs, energiesparend verbesserte weiße Hintergrundbeleuchtung von LCD-Bildschirmen Matrix mit sehr kleinen LEDs als Hintergrundbeleuchtung |
| Organische Leuchtdiode                                                       | OLED     |      |      | emittierende Technik, organische Leuchtdioden |
| MicroLED                                                                     |          |      |      | emittierende Technik, LEDs für selbstleuchtende Bildpunkte |
| Laserbildschirm - Laser-Phosphor-Bildschirm                                  |          |      |      | Laser, mit Spiegel-Aktoren |
| Feldemissionsbildschirm                                                      | FED      |      | 2009 | Entwicklung eingestellt. Keine Serienreife. |
| Surface-Conduction-Electron-Emitter-Display                                  | SED      |      | 2010 | Entwicklung eingestellt. Keine Serienreife. |
| Plasma Adressed Liquid Crystal-Display                                       | PALC     | 1990 |      | von Tektronix und Sony entwickelt |
| Rückprojektionsbildschirm                                                    |          |      |      | Videoprojektor, der von hinten auf eine Mattscheibe leuchtet |
| LED-Display                                                                  | LED      |      |      | Anzeige auf der Basis von Leuchtdioden, eigentlich kein Bildschirm, nur ein Display                                                                                         |
| TFT-Display                                                                  | TFT      |      |      | im Sinne eines Flachbildschirms, steht für die Ansteuerung der Pixel durch Dünnschichttransistoren. Z. B. für LCD- oder OLED-Bildschirme gebräuchlich.                      |

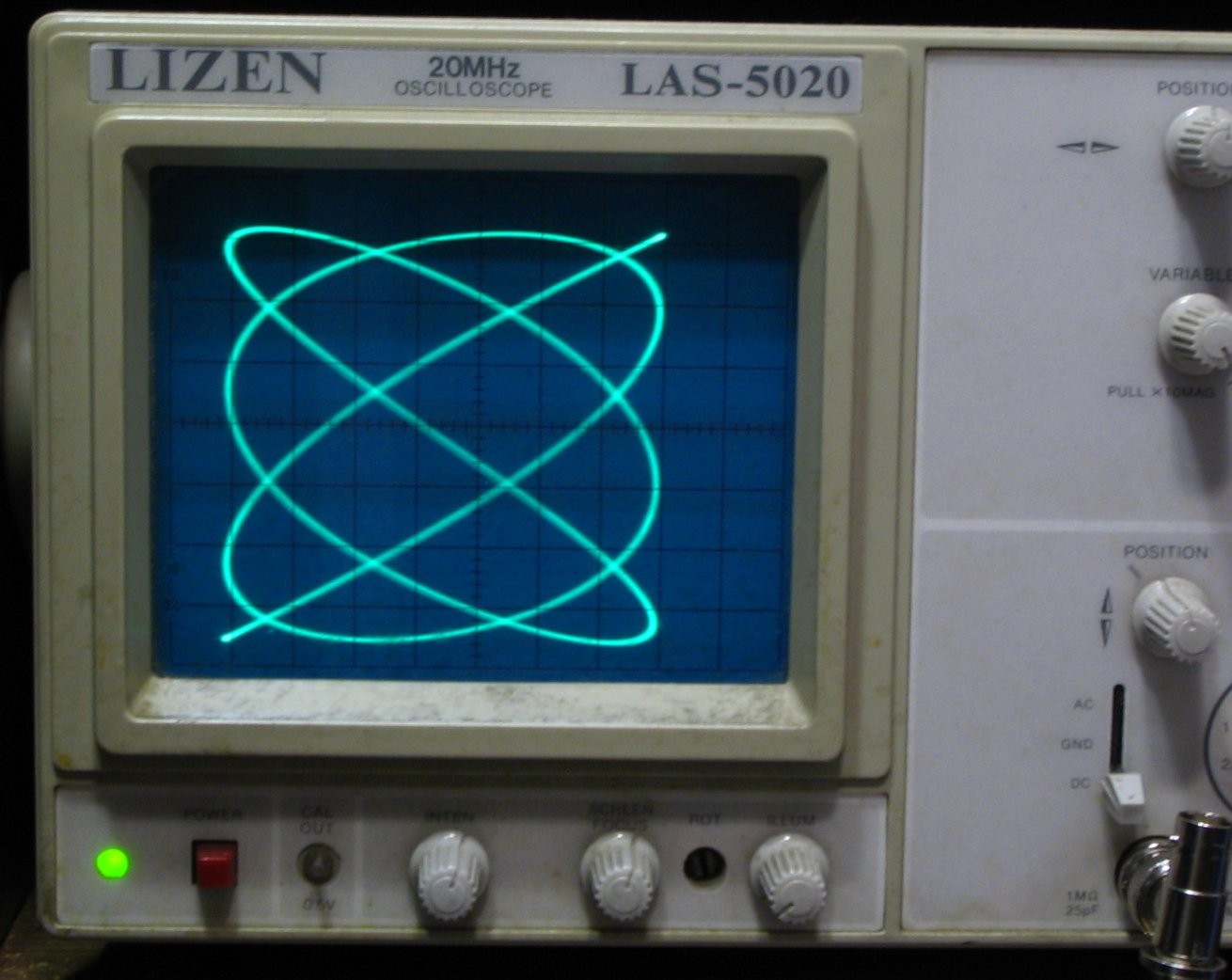
Kathodenstrahlröhre mit kontinuierlicher fluoreszierender Beschichtung (Oszilloskop)
Bildpunkt-Maskentypen (Pixeling)
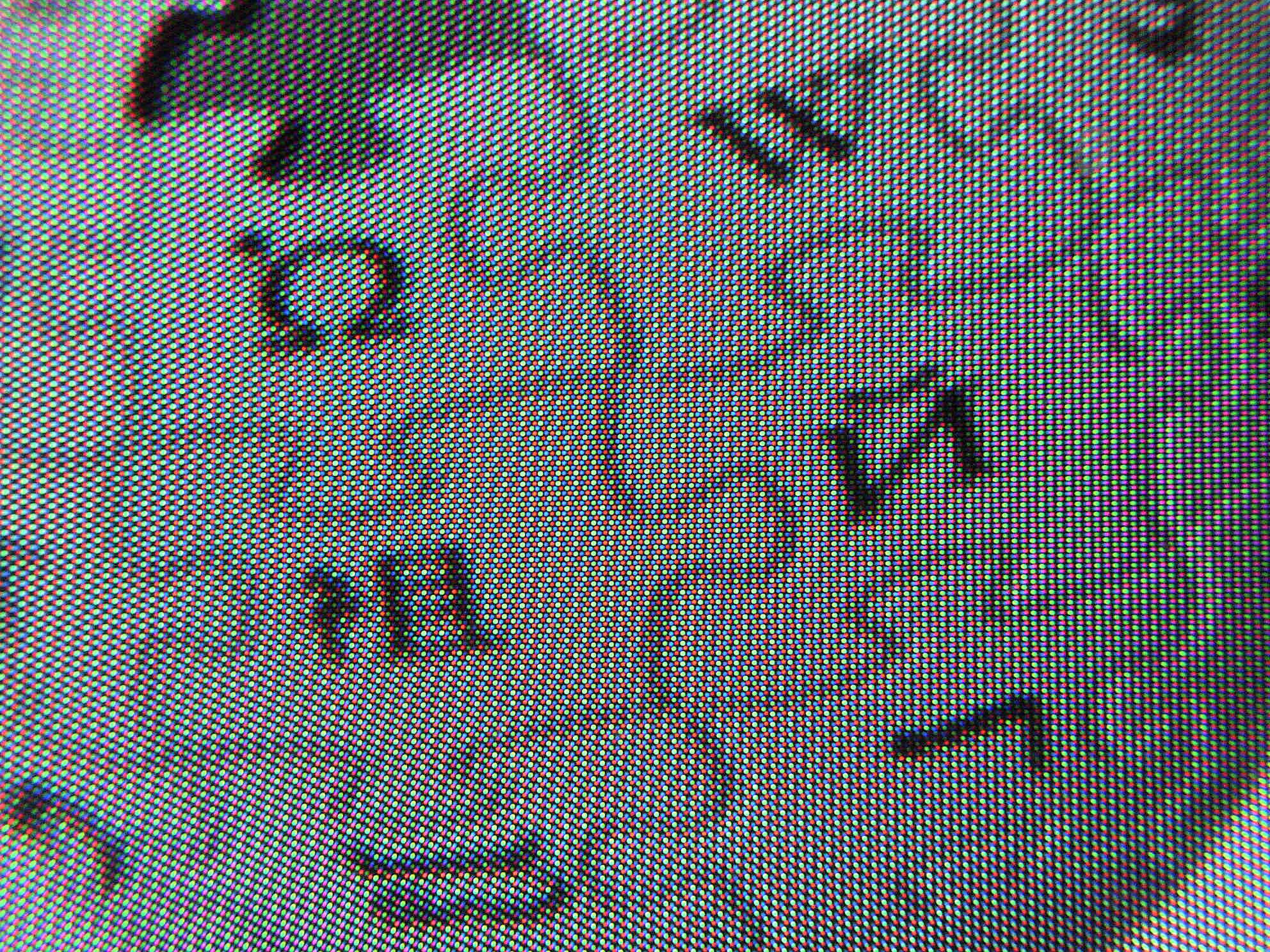
Röhrenmonitor-Wiedergabe (Lochmaske)
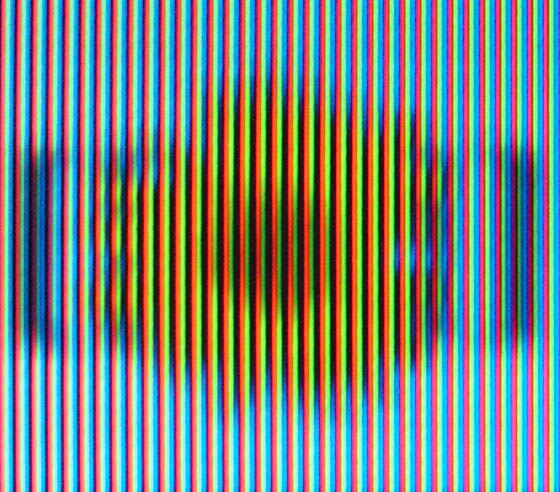
Röhrenmonitor-Wiedergabe (Streifenmaske)
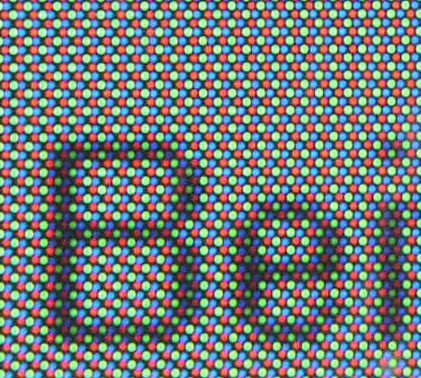
Röhrenmonitor-Wiedergabe (Bildausschnitt). Alle Farbpunkte liegen auf einer Linie, die von drei Elektronenstrahlen (je Farbe einer) zeilenweise zum Leuchten angeregt werden.
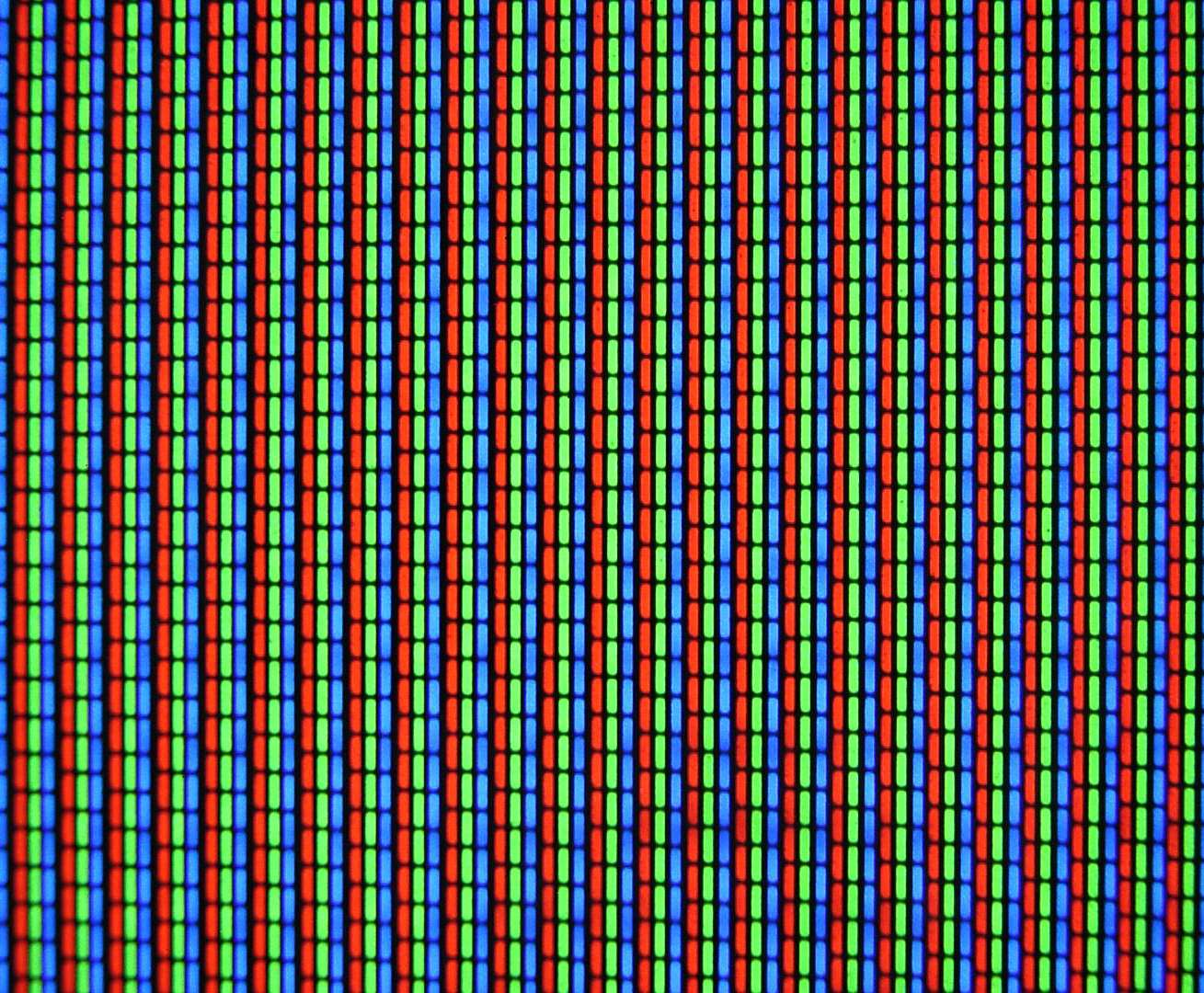
Matrix eines Fernsehbildschirmes

## Anwendungsgebiete (Auswahl)
- Anzeigegeräte in allen Bereichen der Technik
- Bedienelemente von Maschinen und Geräten aller Art
- Bildgebende Verfahren in der Wissenschaft
- Camcorder
- Computermonitor
- Digitalkameras
- Fernsehgeräte
- Handhelds, z. B. Organizer
- Informationsschilder im Straßenverkehr
- Mobiltelefone
- medizinische Diagnose- und Überwachungsgeräte (Monitore)
- Navigationsgeräte
- Notebooks,
- PDAs
- Radargeräte, Oszilloskope
- Werbeanzeigen